# マーサの幸せレシピ
『マーサの幸せレシピ』（原題: Bella Martha, 英題: Mostly Martha）は、2001年公開のドイツ映画。

## ストーリー
ハンブルクで料理人として店を切り盛りするマーサ。料理の腕はかなりのものだが、客に対しても自分の考えは曲げずやや頑固者。精神科のカウンセリングに通っている。もうすぐ産休に入る女性料理人がいるため、店長がイタリア人料理人であるマリオを雇った。マーサはマリオに主導権を奪われるのを恐れ、一方的にライバル視する。
そんなある日、マーサの姉クリスティンが交通事故で亡くなり、彼女の子どもである姪のリナを引き取る。リナは心を開かず、食事を取ろうとしない。マーサはマリオに協力してもらい、居所が分からなくなっていたリナの父親であるイタリア人のジュゼッペの住所を突き止め、クリスティンの死を知らせリナを迎えに来て欲しい旨の手紙を送る。
雇った子守ともうまくいかず、リナから目が離せないマーサは自分の店の調理場へリナを連れて出勤する。マリオがリナに気づくと、自慢のパスタ料理を作りを披露し、リナの前で美味しそうに食べる。マリオを見て食欲が湧いたのか、無我夢中で食べ始めるリナ。それを見たマーサは、マリオに対する考えを改め、料理人としても、異性としても意識し始める。やがてリナはマリオを慕い、一緒に仲良く料理をするようになる。
マーサとマリオとリナが食事を共にしていたある日、マーサの家にジュゼッペがリナを引き取りに現れる。リナを引き渡すが、しばらくするとマーサはリナのことが心配で居ても立っても居られなくなり、マリオと一緒にリナが暮らすイタリアのジュゼッペの家に向かう。ジュゼッペには新しい妻子がいて、馴染めないでいたリナは、マーサとマリオが来て喜ぶ。マーサ、マリオ、ジュゼッペ、ジュゼッペの妻は握手をし、マーサとマリオがリナを引き取る。後にマーサとマリオは結婚し、物語は終わる。

## キャスト
| 役名                               | 俳優                   | 日本語吹替 |
| ---------------------------------- | ---------------------- | ---------- |
| マーサ（ドイツ語の発音ではマルタ） | マルティナ・ゲデック   | 萩尾みどり |
| マリオ                             | セルジオ・カステリット | 江原正士   |
| サム                               | ウルリク・トムセン     | 内田直哉   |
| リナ                               | マクシメ・フェルステ   | 南里侑香   |

- その他の日本語吹き替え：大西多摩恵／宮島依里／相田さやか／松岡洋子／竹若拓磨／川本克彦／大川透／根本泰彦／稲葉実／黒川なつみ／水内清光／中村千絵／佐藤晴男／上田陽司

## 主な受賞
- ドイツ映画賞：主演女優賞（マルティナ・ゲデック）
- ドイツ映画批評家協会賞：主演女優賞（マルティナ・ゲデック）
- ヨーロッパ映画賞：男優賞（セルジオ・カステリット）

## リメイク
2007年にハリウッドで『幸せのレシピ』として公開（主演はキャサリン・ゼタ＝ジョーンズ）。